# Heinäjärvi (Gällivare socken, Lappland, 751937-168234)
Heinäjärvi är en sjö i Gällivare kommun i Lappland och ingår i Kalixälvens huvudavrinningsområde. Heinäjärvi ligger i Kaitum fjällurskog Natura 2000-område.